# Guo Junchen
Guo Junchen (chino= 郭俊辰, Pinyin= Guō Jùnchén), es un actor y cantante chino.

## Biografía
Estudió en la Academia de Cine de Pekín (inglés: "Beijing Film Academy") donde se especializó en las artes escénicas.

## Carrera
Es miembro de la agencia "Le Young Media".
El 13 de diciembre del 2015 se unió al elenco principal de la serie Go Princess Go donde interpretó a Yang Yan, el hijo de un general y el aliado más cercano de Qi Han (Peter Sheng).
En el 2016 se unió al elenco recurrente de la serie The Whirlwind Girl 2 donde dio vida a Luo Feiyu.
El 8 de agosto del 2018 se unió al elenco principal de la serie Accidentally in Love donde interpretó al cantante Situ Feng, un joven popular que decide regresar a la escuela y se convierte en el compañero de clases de Chen Qingqing (Amy Sun), una joven chica aparentemente ordinaria, hasta el final de la serie el 7 de septiembre del mismo año.
En junio del 2019 se unió al elenco principal de la serie Growing Pain donde dio vida a Qian Sanyi, hasta el final de la serie el 1 de julio del mismo año.
El 4 de noviembre del mismo año se unió al elenco principal de la serie Life of the White Fox donde interpretó a Bai Xiao, hasta el final de la serie el 2 de diciembre del mismo año.
El 9 de febrero del 2020 se unió al elenco principal de la serie Guardians of the Ancient Oath (también conocida como "Chinese Bestiary" y/o "The Classic of Mountains and Seas: The Promise Keepers" (山海经之上古密约)) donde dio vida a Hou Zhengze, hasta el final de la serie el 18 de marzo del mismo año.
Ese mismo año se unirá al elenco principal de la serie Su Yu donde dará vida al joven maestro Mu Juechen.
También se unirá al elenco de la serie Going To 18 donde interpretará a Gao Zhiyuan.
Así como al elenco de la serie Meeting You.

## Filmografía

### Series de televisión
| Año             | Título                        | Personaje   | Notas        |
| --------------- | ----------------------------- | ----------- | ------------ |
| 2020 - presente | Meeting You                   | Nan Xi      | 28 episodios |
| 2020 - presente | Going To 18                   | Gao Zhiyuan |              |
| 2020 - presente | Su Yu                         | Mu Juechen  | 24 episodios |
| 2020            | Guardians of the Ancient Oath | Hou Zhengze | 45 episodios |
| 2019            | Life of the White Fox         | Bai Xiao    | 24 episodios |
| 2019            | Growing Pain                  | Qian Sanyi  | 40 episodios |
| 2018            | Accidentally in Love          | Situ Feng   | 30 episodios |
| 2016            | The Whirlwind Girl 2          | Luo Feiyu   | 36 episodios |
| 2015            | Go Princess Go                | Yang Yan    | 35 episodios |

### Programas de variedades
| Año              | Título                                  | Notas                  |
| ---------------- | --------------------------------------- | ---------------------- |
| 2016, 2019, 2020 | Happy Camp                              | 6 episodios - invitado |
| 2020             | Young Forever                           | invitado               |
| 2019             | Actors Please Take Your Place - 4 Years | miembro                |
| 2018             | Brave World (勇敢的世界)                |                        |
| 2017             | 饭局的诱惑                              |                        |
| 2017             | 大学生来了                              |                        |
| 2017             | 72 Floors of Mystery (七十二层奇楼)     | (ep. #9-10) - invitado |
| 2016             | 不一样的偶像                            |                        |
| 2016             | A Sharp Tongue (奶奶说)                 |                        |
| 2016             | 谁是你的菜                              |                        |
| 2016             | Fresh Sunday (透鲜滴星期天)             | (ep. #5) - invitado    |
| 2016             | 元宵喜乐会                              |                        |
| 2016             | Trump Card (大牌对王牌)                 |                        |
| 2016             | 疯狂的麦咭 第三季                       |                        |
| 2016             | 亿星club                                |                        |

### Revistas / sesiones fotográficas
| Año  | Título                                   | Notas                      |
| ---- | ---------------------------------------- | -------------------------- |
| 2020 | Bazaar Jewelry                           |                            |
| 2020 | Dior Men’s Spring Summer 2020 Collection |                            |
| 2020 | Men’s Uno China - Mr. Uno                | (publicación de enero)     |
| 2019 | Variety China                            |                            |
| 2019 | GQ China                                 | (publicación de noviembre) |
| 2019 | Our Street Style Youth Power             |                            |
| 2017 | CECI (姐妹)                              |                            |
| 2017 | Chic (小资)                              |                            |
| 2017 | 鲜橙派                                   |                            |
| 2017 | 昕薇 - 八月刊                            |                            |
| 2017 | 装偶像                                   |                            |
| 2016 | ELLE                                     |                            |
| 2016 | So Cool                                  |                            |
| 2016 | ELLE Shop                                |                            |
| 2016 | 我们的街拍时刻                           |                            |
| 2016 | 星go时尚                                 |                            |
| 2016 | 精品购物指南                             |                            |
| 2016 | 搜狐时尚                                 |                            |
| 2016 | 瑞丽                                     |                            |

### Eventos
| Año  | Título                               | Notas     |
| ---- | ------------------------------------ | --------- |
| 2020 | 2019 Weibo Awards Ceremony           |           |
| 2019 | 2019 China TV Drama Awards           |           |
| 2019 | 2019 Zhejiang TV Autumn Gala Concert | Asistente |

## Discografía

### Singles
| Año  | Canción                         | Álbum                         | Notas |
| ---- | ------------------------------- | ----------------------------- | ----- |
| 2018 | To Be Your Love                 | OST de "Accidentally in Love" |       |
| 2018 | Leng Dian Xia (冷殿下)          | OST de "Accidentally in Love" |       |
| 2018 | Hu Xi (呼吸)                    | OST de "Accidentally in Love" |       |
| 2018 | Ban (伴)                        | OST de "Accidentally in Love" |       |
| 2018 | Star                            | OST de "Accidentally in Love" |       |
| 2015 | Tell Me The Future (告诉我未来) | OST de "Go Princess Go"       |       |

## Premios y nominaciones
| Año  | Categoría             | Premio                                    | Trabajo | Resultado |
| ---- | --------------------- | ----------------------------------------- | ------- | --------- |
| 2019 | Most Promising Artist | 2018-2019 Golden Data Entertainment Award | -       | Ganó      |
| 2016 | New Force Award       | Rayli Fashion Award Ceremony              | -       | Ganó      |